# Parc Izmaïlovski
Le parc Izmaïlovski (russe : Измайловский парк), d'une surface de 15,34 km², est l'un des plus grands parcs publics de Moscou, situé dans le raïon d'Izmaïlovo au nord-est de Moscou. Il est inauguré en 1930, sous le nom de Parc de Staline, avant de changer de nom dans les années 1950. Trois stations de métro se trouvent à proximité du parc : la station Partizanskaïa (Партизанская), qui dessert aussi les deux sites touristiques que sont le marché d'Izmaïlovo et le kremlin d'Izmaïlovo, l'église de l'Intercession-de-la-Vierge d'Izmaïlovo, la station Izmaïlovskaïa (Измайловская) et la station Pervomaïskaïa (Первомайская).
Le parc constitue un important lieu de villégiature pour les Moscovites. Les dimanches d'été, le parc est noir de monde et les familles côtoient les adeptes des sports de plein air.
En été, les visiteurs peuvent louer des vélos et des rollers sur place (en location à l'heure), faire un tour en calèche voire à poney pour les enfants ou faire un tour au parc d'attraction pour enfants.
En hiver, il est possible de louer des ski de fond et de pratiquer dans le parc.
Le parc comporte plusieurs plans d'eau, dont un qui propose des pédalos (payants). La baignade est interdite, mais de nombreux Moscovites ne résistent pas à la baignade et il n'est pas rare d'en voir se baigner. Comme dans de nombreux parcs de Moscou, les visiteurs peuvent pratiquer du sport sur les places aménagées où ils trouveront des barres et de sommaires appareils de musculation.
Dans le parc se trouve aussi une scène de spectacle et une petite arène, où ont souvent lieu spectacles et concerts.